# Iván Ramiro Sosa Cuervo
Iván Ramiro Sosa Cuervo   (Pasca, 31 d'octubre de 1997) és un ciclista colombià, professional des del 2017, quan fitxà per l'Androni Giocattoli. El 2019 fitxà pel Team Ineos. En el seu palmarès destaca l'Adriatica Ionica Race de 2018 i la Volta a Burgos de 2018 i 2019. El 2022 fitxà pel Movistar Team, any en què guanyà la Volta a Astúries i el Tour de Langkawi.

## Palmarès
- 2016
  - 1r a la Schio-Ossario del Pasubio
- 2018
  - 1r al Tour de Bihor-Bellotto i vencedor d'una etapa :
  - 1r a l'Adriatica Ionica Race i vencedor d'una etapa
  - 1r al Sibiu Cycling Tour i vencedor d'una etapa
  - 1r a la Volta a Burgos i vencedor d'una etapa
  - Vencedor d'una etapa a la Volta al Táchira
- 2019
  - 1r a la Volta a Burgos i vencedor de 2 etapes
  - Vencedor d'una etapa a la Ruta d'Occitània
- 2020
  - Vencedor d'una etapa a la Volta a Burgos
- 2021
  - 1r al Tour La Provence i vencedor d'una etapa
- 2022
  - 1r a la Volta a Astúries i vencedor d'una etapa
  - 1r al Tour de Langkawi i vencedor d'una etapa

### Resultats al Giro d'Itàlia
- 2019. 44è de la classificació general
- 2022. 49è de la classificació general

### Resultats a la Volta a Espanya
- 2020. 62è de la classificació general